# Episodi di Hallo - Hotel Sacher ... Portier! (seconda stagione)
La seconda stagione della serie televisiva Hallo - Hotel Sacher ... Portier! è stata trasmessa in anteprima in Austria da ORF nel corso del 1974.
| nº | Titolo originale           | Titolo italiano | Prima TV Austria | Prima TV Italia |
| -- | -------------------------- | --------------- | ---------------- | --------------- |
| 1  | Der Installateur           | inedito         | 1974             | inedito         |
| 2  | Die Frau Kammersängerin    | inedito         | 1974             | inedito         |
| 3  | Alte Freunde               | inedito         | 1974             | inedito         |
| 4  | Das Lämmchen               | inedito         | 1974             | inedito         |
| 5  | Besuch aus USA             | inedito         | 1974             | inedito         |
| 6  | Majestäten                 | inedito         | 1974             | inedito         |
| 7  | Der Pianist                | inedito         | 1974             | inedito         |
| 8  | Mein Freund Uwe            | inedito         | 1974             | inedito         |
| 9  | Die Schwestern             | inedito         | 1974             | inedito         |
| 10 | Verlobung in Linz          | inedito         | 1974             | inedito         |
| 11 | Das Mädchen Lilian         | inedito         | 1974             | inedito         |
| 12 | Happy-End mit Hindernissen | inedito         | 1974             | inedito         |
| 13 | Der Nachwuchs              | inedito         | 1974             | inedito         |